# W. 모리시

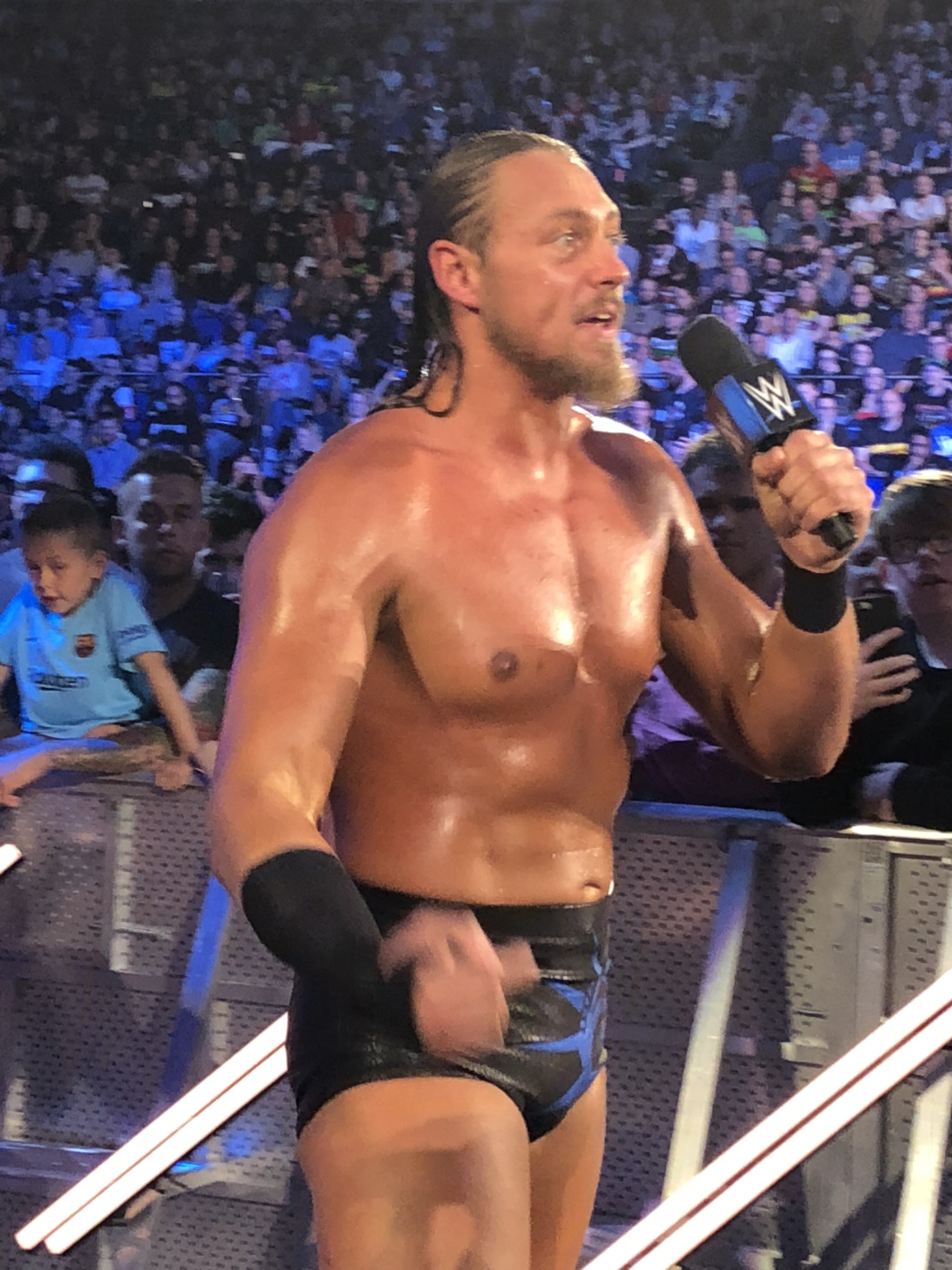

빅 캐스(Big Cass, 1986년 4월 8일 ~ ) 또는 빅 캐스(Big Cass)는 미국의 프로레슬링선수다. 키는 207cm(6 ft 10 in) 몸무게는 125kg(276 lb)이다. 피니쉬는 이스트 리버 크로싱(싯아웃 스윙 사이드 슬램), 엠파이어 엘보우(점핑 엘보우 드롭), 런닝 빅 붓으로 사용을 한다. 본명은 윌리엄 빌 모리세이(William Bill Morrissey)다. 미국 최대의 대도시인 뉴욕 출신인데다가 뉴욕 토박이이며 고등학교 시절 때는 노숙자 보호 활동도 하고 내셔널 호너 소사이어티(NHS)에 들 정도로 봉사활동에 매우 적극적이었다. 굉장히 큰 키에 걸맞게 농구를 했었다. 엔조 아모레와는 15살 때부터 농구팀에 만나면서 서로 친구 사이로 지냈지만 엔조는 세일즈버리 대학교로 가고 캐스는 뉴욕대학교로 가면서 서로 연락이 끊겼다가 WWE NXT로 다시 재회했다

## WWE NXT
처음은 그저 평범한 악역 선수 콜린 캐시디로 등장을 했으나 파트너인 엔조 아모레를 만나면서부터 태그팀을 결성하여 활동하였고, 턴페이스하면서부터 NXT 시청자들의 많은 인기를 이끌게 되었다. 엔조가 부상으로 인해 잠깐 공백기를 가지는 동안 솔로로 활동하기도 하였다.

## WWE Raw에서 등장
2016년 4월 4일 WWE Raw에서 선역 스테이블 엔조 아모레랑 같이 등장을 한다. WWE 메인무대 데뷔시 링네임은 빅 캐스(Big Cass)다. WWE가 개최하는 4월 PPV인 페이백에서 WWE 태그팀 챔피언십을 가지고 있는 뉴 데이의 상대가 되기 위해 보드빌런스와 대결하게 된다. 하지만 경기 도중 사이먼 고치가 엔조 아모레를 링 밖으로 보내려 했지만 그대로 로프 쪽으로 부딪히게 된다. 부상의 정도가 심각한 것으로 판단한 심판은 경기를 중단했다. WWE는 정밀 검사 결과 엔조 아모레에게 뇌진탕 증세가 나타났다고 발표했다. 뇌진탕 증세를 치료하기 위해 엔조 아모레는 휴식기를 가지게 된다. 이후 빅 캐스는 혼자 활동을 하게 되는데 엔조 아모레가 없다보니 마이크웍이 조금 부족해보였다. 하지만 기술을 시원시원하게 시전하다 보니 이 부분이 마이크웍의 문제를 커버했다. 경기하면 거의 존 시나급으로 경기를 치러내며 승리를 가져간다. 2016년 5월 23일 WWE Raw에서 엔조 아모레가 뇌진탕 증세를 극복한 후 WWE에 복귀하면서 다시 태그팀으로 활동하기 시작한다. 이후 WWE가 개최하는 6월 PPV인 머니 인 더 뱅크에서 뉴 데이, 보드빌런스, 더 클럽을 상대로 WWE 태그팀 챔피언십을 치르게 된다. 좋은 모습을 보여줬지만 아쉽게 패배했다. 머니 인 더 뱅크 이후에는 존 시나와 태그팀을 이뤄 더 클럽을 배틀그라운드에서 한 번 더 상대하게 된다. 이 경기는 존 시나와 함께 승리를 가져갔다. 그리고 앞으로 다가올 섬머슬램에서 크리스 제리코와 케빈 오웬스를 상대하게 된다. 2016년 8월 29일 WWE Raw에서 WWE 유니버셜 챔피언 벨트를 걸고 페이탈 포웨이 일리미네이션 매체에서 로만 레인즈 vs 세스 롤린스 vs 케빈 오웬스와 메인이벤트에서 격돌했다. 로만과의 페투페에도 전혀 안 밀리고 빅 붓도 시원하게 작렬시키는 등 분전했으나 로만 레인즈의 슈퍼맨 펀치, 세스 롤린스의 슈퍼킥과 캐빈 오웬스의 프로그 스플래쉬 콤보를 맞고 첫번째로 탈락을 당했다. 2016년 12월 5일 WWE Raw에서 루세프와 신경전을 벌인 이후 경기를 치르려고 나왔으나 루세프가 나오질 않아 안좋은 예감을 느껴 호텔로 향한 엔조한테 연락한다. 이후에 로드 블록에서는 루세프가 엔조를 공격해서 신경쓰느라 카운트아웃패 그 다음 러에서는 코너에서 루세프를 심판의 저지에도 불구하고 계속 스톰핑하여 DQ패 그러다가 로얄 럼블 2017에서는 1번으로 등장해서 분위기를 띄웠지만 브라운 스트로우먼에 의해 의외로 광탈이었으며 탈락당한다. 레슬매니아 33에서 엔조와 함께 루크 갤로우스 & 칼 앤더슨의 RAW 태그팀 챔피언십에 도전하였으나 전설의 귀환으로 인해 실패했다. 2017년 5월 22일 WWE Raw에선 커트 앵글 단장과 함께 어디론가 가던 중에 쓰러져있던 엔조를 발견한다. 2017년 5월 29일 WWE Raw에서도 또 쓰러져 있는 엔조를 발견 커트 앵글 단장에게 다시 항의하는데 심지어 해설 코리 그레이브스가 '캐스가 엔조가 습격당한 경위를 안다'는 말을 하자 직접 아나운서 석으로가 항의하기도 했다. 6월 5일 WWE Raw에서는 누군가에게 습격당해 쓰러져 있는 것을 더 미즈 & 마리즈 커플이 발견했다. 경기가 예정되어 있었지만 습격으로 인해 참가하지 못하고 빈 자리는 빅 쇼가 대신했다. 엔조와 빅 쇼는 경기에서 승리하여 화기애애한 모습을 보였지만 캐스는 엔조를 습격한 범인으로 빅 쇼를 지목한다. 여기에 리바이벌과 코리 그레이브스까지 용의선상에 오른다.

## 악역으로 변신
그러나 2017년 6월 19일 WWE Raw에서는 자신의 태그팀 파트너 엔조를 런닝 빅 붓을 공격을 하면서 끝내 태그팀 스테이블은 깨지고 악역으로 전환하게 되었다.(왜냐하면 처음에는 범인이 누군가가 공격을 하는 사람이 바로 본인이 밝혀지면서 팬들이 You Suck이라고 외치면서 그렇게 악역으로 변했던 것이였다.) 처음으로 악역으로 변했던 그는 2017년 6월 ~ 7월에서는 앤조랑 대립 중이다가 끝내 WWE 그레이트 볼스 오브 파이어 2017에서 끝내 승리를 하게 된다. 그리고 다음날 Raw에서 빅 쇼가 난입을 하면서 싸우면서 쇼가 KO 펀치 쓰려고 했지만 끝내 링에서 아예 나가고 다음날 2017년 7월 17일 WWE Raw에서 엔조를 공격한 후 그를 빅 쇼도 공격을 한다. 이렇게 2017년 7월 ~ 8월까지는 빅 쇼랑 대립중이다가 wwe 섬머슬램2017에서 이기고는 했지만 2017년 8월 21일 WWE Raw에서 엔조랑 브루클린 스트리트 파이트 매치중에서 갑작스런 부상때문에 실려나가 지게되었다.

## WWE 스맥다운 이적
그럼에도 불구하고 8개월 후 2018년 4월 17일 스맥다운을 통해 복귀 되었다 처음에는 다니엘 브라이언이라는 키 작은 꼬맹이라고 조롱을 하다가 메인 이밴트 다니엘 브라이언, AJ 스타일스 vs 루세프, 에이든 잉글리쉬 2vs2 태그팀매치 대결하는 중에 난입을 하면서 끝내 엉망친장으로 만들었다. 그러면서 2018년 4월 ~ 6월까지는 다니엘 브라이언하고 대립을 하고 있다가 2018년 4월 27일 WWE 그레이티스트 로얄 럼블 2018에서 이번엔 그레이티스트 로얄 럼블 매치에서 브라운 스트로우먼과 둘이 남게 되었지만 결국은 탈락을 당한다. 2018년 5월 1일 WWE 스맥다운에서도 난쟁이 프로레슬링선수를 데리고 오다가 그 후로 공격을 한다. WWE 백래쉬 2018에서는 끝내 지고 결국은 그 후 다니엘한테 빅 붓을 공격을 하면서 끝나고 만다. 2018년 5월 15일 WWE 스맥다운에서 갑자기 다니엘 브라이언한테 공격을 당한다. 그러다가 2018년 5월 29일 WWE 스맥다운에서 돌아오면서 머니 인 더 뱅크 퀄러파잉 매치중에서 참가를 했지만 실패를 하고 마지막 이 후 빅 붓을 날리면서 끝나고 만다. 그러나 WWE 머니 인 더 뱅크 2018에서 패배 한 후 그는 2018년 6월 19일 WWE 계약을 방출 통보 받아서 그는 안나오게 되었다.

## 인디단체 활동 시작
2018년 9월 19일부터 빅 캐즈(Big Cazz)라는 새로운 링네임으로 인디단체 활동을 시작할 예정이다.

## 수상
- 랭크드 넘버 120 오프 더 탑 500 싱글즈 레슬링 인 더 PWI 500 인 2016
- NXT 이어 앤드 어워드 1회
  - 태그팀 오브 더 이어 2015 - 엔조 아모레